# NGC 3732
NGC 3732 is een balkspiraalstelsel in het sterrenbeeld Beker. Het hemelobject werd op 4 maart 1786 ontdekt door de Duits-Britse astronoom William Herschel.

## Synoniemen
- MCG -2-30-5
- IRAS11316-0934
- PGC 35734